# Pólingcsőrű sarlósfahágó
A pólingcsőrű sarlósfahágó (Drymotoxeres pucheranii)  a madarak (Aves) osztályának verébalakúak (Passeriformes) rendjébe, valamint a fazekasmadár-félék (Furnariidae) családjába és a fahágóformák (Dendrocolaptinae) alcsaládjába tartozó Drymotoxeres nem egyetlen faja.

## Rendszerezése
A fajt Marc Athanase Parfait Oeillet Des Murs francia amatőr ornitológus írta le 1849-ben, a Xiphorhynchus nembe  Xiphorhynchus Pucherani néven. Szerepelt a Campylorhamphus nemben, mint Campylorhamphus pucherani vagy Campylorhamphus pucheranii néven. 2010-ben Santiago Claramunt és társai javaslatára helyezték át külön álló nembe, de ezt egyes rendszerezők még nem fogadták el.

## Előfordulása
Ecuador, Kolumbia és Peru területén honos. A természetes élőhelye szubtrópusi és trópusi hegyi esőerdők.

## Megjelenése
Testhossza 30 centiméter, testtömege 63-78 gramm.

## Külső hivatkozások
- Képek az interneten a fajról
- Xeno-canto.org - a faj hangja és elterjedési területe